# باري براون (مغني)
باري براون (بالإنجليزية: Barry Brown)‏ هو مغني جامايكي، ولد في 1962 في كينغستون في جامايكا، وتوفي في 29 مايو 2004 في كينغستون في كندا.

## وصلات خارجية
- باري براون على موقع ميوزك برينز (الإنجليزية)
- باري براون على موقع ديسكوغز (الإنجليزية)